# (24441) Jopek
(24441) Jopek est un astéroïde de la ceinture principale.

## Description
(24441) Jopek est un astéroïde de la ceinture principale. Il fut découvert le 27 mars 2000 à la station Anderson Mesa par le programme LONEOS. Il présente une orbite caractérisée par un demi-grand axe de 2,25 UA, une excentricité de 0,16 et une inclinaison de 4,2° par rapport à l'écliptique.

## Compléments